# Giovanna Bruno
Giovanna Bruno (Andria, 28 giugno 1975) è una politica italiana, dal 13 ottobre 2020 sindaca di Andria; dal 13 settembre 2024, vice presidente di ALI (Autonomie Locali Italiane).

## Biografia
Giovanna Bruno si è laureata in giurisprudenza presso l'Università degli Studi di Bari Aldo Moro nel 1999, conseguendo poi l'abilitazione forense nel 2002 e venendo iscritta l'anno successivo all'Albo degli Avvocati presso il tribunale di Trani.

### Carriera politica
Dal 2007 al 2009, ha ricoperto la carica di assessora ai lavori pubblici ad Andria nella giunta di Vincenzo Zaccaro.
Candidatasi sindaca nel 2010 con il sostegno dell'Italia dei Valori, Bruno viene eletta consigliera comunale ad Andria in occasione delle elezioni comunali del 2010, diventando consigliera di opposizione alla giunta di centro-destra guidata da Nicola Giorgino. Dal 2014 al 2016 è stata consigliera provinciale nella provincia di Barletta-Andria-Trani.

#### Sindaca di Andria
Alle elezioni comunali del 2020, Bruno diventa la candidata ufficiale alla carica di sindaca di Andria per la coalizione di centro-sinistra.
Al primo turno, riesce ad accedere al ballottaggio, sfidando il candidato del Movimento 5 Stelle Michele Coratella: viene eletta sindaca con il 58,87% dei voti, diventando la seconda donna sindaco di Andria. Si insedia ufficialmente il 13 ottobre 2020.
Alle elezioni primarie del PD del 2023 sostiene la mozione di Stefano Bonaccini, presidente della Regione Emilia-Romagna dal 22 dicembre 2014, facendo parte del suo comitato promotore, ma viene sconfitto dalla deputata del PD Elly Schlein.
Il 12 settembre 2024, è eletta vice presidente di ALI (Autonomie Locali Italiane)